# Лаврик, Ольга Ивановна
Ольга Ивановна Лаврик (род. 7 августа 1943) — советский и российский учёный-химик, академик РАН (2019).

## Биография
В 1966 году окончила Новосибирский государственный университет, с 1972 года — старший научный сотрудник Новосибирского института биоорганической химии СО АН СССР (ныне Институт химической биологии и фундаментальной медицины СО РАН), с 1984 г. заведует лабораторией биоорганической химии ферментов. Доктор химических наук, профессор. В НГУ читает курс «Физическая химия биополимеров» студентам химического отделения ФЕН. Автор 320 статей в научных журналах и 11 монографий и учебников.
Под руководством О. И. Лаврик студентами НГУ сделаны более шестидесяти дипломных работ, аспирантами НИБХ СО РАН, ИХБФМ СО РАН, НГУ защищены 27 кандидатских диссертации и три докторских диссертации.

## Награды и достижения
- Государственная премия СССР (1984) — за цикл работ «Химические основы биологического катализа», 1964—1982 гг.[2][3]
- лауреат премий Сибирского отделения РАН в 1985, 1986, 1988, 1990 годах
- член-корреспондент РАЕН с 1991 года
- член-корреспондент РАН с 2008 года
- Соросовский профессор в 2001 году
- член редколлегии журнала «Молекулярная биология» с 1996 года
- член Международного союза женщин-биохимиков
- иностранный профессор Парижского Университета 6 (имени Пьера и Марии Кюри).
- кавалер Ордена Академических пальм 2016, высшая академическая награда Франции[4]
- лауреат конкурса профессионального и общественного признания «Академина-2016»[5]
- Медаль ордена «За заслуги перед Отечеством» II степени (29 июня 2018) — за заслуги в развитии науки и многолетнюю добросовестную работу[6]
- в 2019 году избрана академиком РАН[7].
- Орден Дружбы (5 февраля 2024) — за большой вклад в развитие отечественной науки, многолетнюю плодотворную деятельность и в связи с 300-летием со дня основания Российской академии наук[8]
- Премия имени Ю.А. Овчинникова (РАН, 17 сентября 2024) — за работу «Поли(ADP-рибоза) полимеразы 1 и 2: общие и специфические функции во взаимодействиях с ДНК и белками-партнерами»

## Личная жизнь
Супруг Николай Львович Лаврик — д. х. н., сотрудник Института химической кинетики и горения СО РАН.

## Основные работы
- Бабкина Г. Т., Кнорре В. Л., Кнорре Д. Г., Лаврик О. И. Ингибирующее действие -анилида АТФ в реакциях катализируемых аминокислот: тРНК-лигазами и ДНК-зависимой РНК-полимеразой // Доклады АН СССР. — 1974. — Т.216, N 5. — С.1165-1167.
- Невинский Г. А., Фаворова О. О., Лаврик О. И. и др. Фторзамещенные триптофаны как субстраты и ингибиторы реакции обмена АТР-Р32 -пирофосфат, катализируемой триптофанил-т РНК-ситетазой // Биохимия. — 1975. — Т.40, Вып.2. — С.368-376.
- Киселёв Л. Л., Фаворова О. О., Лаврик О. И. Биосинтез белков от аминокислот до аминоацил-т РНК. — М.: Наука, 1984. — 408 с.
- Lavrik O.I., Prasad R., Sobol R.W., Horton J.K., Ackerman E.J., Wilson S.H. Photoaffinity labeling of mouse fibroblast enzymes by a base excision repair intermediate. Evidence for the role of poly(ADP-ribose) polymerase-1 in DNA repair (2001) J. Biol. Chem. 276, 25541-25548.
- Lavrik O.I., Khodyreva S.N. Photoaffinity probes in molecular biology of DNA replication and DNA repair, in: Chemical probes in Biology., Ed. Schneider M., Kluwer Academic Press, 2003, p. 193—205.
- Prasad R., Liu Y., Deterding L.J., Poltoratsky V.P., Kedar P.S., Horton J.K., Kanno S., Asagoshi K., Hou E.W., Khodyreva S.N., Lavrik O.I, Wilson S.H. HMGB1 is a cofactor in mammalian base excision repair. (2007) Mol. Cell. 27, 829—841.